# NoCopyrightSounds
NoCopyrightSounds (estilizada e abreviada como NCS) é uma gravadora do Reino Unido fundada por Billy Woodford em 14 de agosto de 2011. É conhecida por permitir que pessoas utilizem suas músicas em plataformas online, sem restrição ou condições de uso.

## História
A NoCopyrightSounds foi criada como um meio de descobrir músicas que poderiam ser usadas em vídeos do YouTube de forma gratuita e sem restrição, permitindo a monetização de conteúdo pelos seus criadores. Tempos depois, tornou-se uma gravadora, a fim de lançar e administrar as músicas, evitando que elas fossem restringidas pelos seus autores, mantendo o mesmo objetivo. Sendo que para uso comercial das músicas, é necessário contatar a gravadora. Atualmente sua conta no YouTube conta com mais de trinta milhões de assinantes. A NCS já lançou oito álbuns ao total, sendo seis em download digital, e dois em CD.
Em 2024, a NoCopyrightSounds fez uma parceria com o Geometry Dash, tornando mais de 1200 músicas do canal utilizáveis no jogo, juntamente com doze músicas adicionadas em níveis de evento.

### Vídeos de 2011–2013
Todos os vídeos publicados antes de novembro de 2013 foram deletados do canal, pois as músicas ainda não eram de total direito da NCS e não haviam sido lançadas pela mesma, e essas músicas poderiam ter direito autoral (não poderem mais ser usadas gratuitamente) caso os autores quisessem. Apenas as músicas lançadas pela NoCopyrightSounds permanecem no canal.[carece de fontes?]

### Visualizador
Atualmente a gravadora usa um Audio Spectrum criado pela RustedMedia, que faz um círculo se movimentar de acordo com as batidas da música. A primeira aparição dele no canal da NoCopyrightSounds foi no vídeo SoundNet feat Charlotte Rose Ellis - A Single Step.

## Álbuns
| Título                          | Detalhes                                                             |
| ------------------------------- | -------------------------------------------------------------------- |
| NCS: Uplifting                  | - Lançado em 7 de dezembro de 2014 - Formatos: download digtal       |
| NCS: Infinity                   | - Lançado em 31 de julho de 2015 - Formatos: download digtal,CD      |
| NCS: The Best of 2015           | - Lançado em 18 de dezembro de 2015 - Formatos: download digtal      |
| NCS Is Love, NCS Is Life, Vol.1 | - Lançado em 18 de junho de 2016 - Formatos: download digtal         |
| NCS: The Best of 2016           | - Lançado em 16 de dezembro de 2016 - Formatos: Download Digital, CD |
| NCS: Colors                     | - Lançado em 16 de setembro de 2017 - Formatos: download digtal      |
| NCS: The Best of 2017           | - Lançado em 15 de dezembro de 2017 - Formatos: download digtal      |
| NCS: Alpha                      | - Lançado em 6 de abril de 2018 - Formatos: download digtal          |
| NCS: Reloaded                   | - Lançado em 14 de dezembro de 2018 - Formatos: download digtal      |
| NCS: ELEVATE                    | - Lançado em 17 de maio de 2019 - Formatos: download digtal          |

## Artistas da NCS
- Alan Walker
- Alex Skrindo[19]
- Andromedik[20]
- Ash O'Connor[21]
- Axol[21]
- Beatcore[21]
- Brooks
- Cadmium
- Cartoon[21]
- Chris Linton[21]
- Clarx[21]
- Codeko[22]
- Curbi[19]
- CØDE[21]
- Deaf Kev[23]
- Debris[21]
- Defqwop[24]
- Desembra[24]
- Desmeon[24]
- Diamond Eyes[25]
- Different Heaven[26]
- Disfigure[19]
- Distrion[19]
- Diviners[23]
- Dropouts[22]
- Egzod[27]
- Electric Joy Ride[22]
- Electrolight[22]
- Elektronomia[28]
- ElementD[21]
- Fareoh[29]
- Floatinurboat[26]
- Friendzone[22]
- Futuristik[26]
- Glude[26]
- Halcyon[21]
- High Maintenance[23]
- Inukshuk[24]
- Itro[22]
- IZECOLD[26]
- Janji[23]
- Jim Yosef[21]
- Jo Cohen[26]
- Johnny Third[22]
- Jordan Schor[21]
- JPB[19]
- K-391[26]
- Kasger[23]
- Killercats[24]
- Kontinuum[24]
- Kovan[30]
- Krys Talk[23]
- LarsM[22]
- Lemon Fight
- Lennart Schroot[21]
- Lensko[22]
- Matthew Blake[22]
- Mendum[19]
- Mountkid[31]
- MYRNE[26]
- OLWIK[22]
- Oneeva[21]
- Our Psych[32]
- Paul Flint[21]
- Phantom Sage[26]
- Prismo[21]
- Rameses B[33]
- Raven & Kreyn[34]
- Razihel[26]
- RedMoon[22]
- RetroVision[21]
- Rival[35]
- Rob Gasser
- Sex Whales[26]
- Ship Wrek[26]
- SideB[22]
- Spitfya[24]
- Subtact[24]
- Syn Cole
- Syndec[22]
- Tobu
- Lost Sky[21]
- Unknown Brain[21]
- Uplink[24]
- Vidya Vidya[19]
- Waysons[24]
- William Ekh[19]